# Norman Abbott
Norman Abbott (* 11. Juli 1922 in New York City, New York; † 9. Juli 2016 in Valencia, Kalifornien) war ein US-amerikanischer Regisseur und Produzent.

## Leben
Abbott ist vor allem als Regisseur von TV-Serien in den 1970er Jahren bekannt. 1966 schrieb er die Story zu The Last of the Secret Agents?.
Er ist der Neffe von Bud Abbott.

## Filmografie (Auswahl)
als Regisseur
- 1959–1960: Bachelor Father (TV-Serie)
- 1966: The Last of the Secret Agents?
- 1975: The Ghost Busters (TV-Serie, 8 Folgen)
- 1977: Operation Petticoat (TV-Serie) nach dem gleichnamigen Film Operation Petticoat
- 1978: Danny and the Mermaid
- 1979: Working Stiffs (TV-Serie)
- 1976–1980: Alice (TV-Serie)
- 1980: Nobody’s Perfect (TV-Serie)
- 1981: A Love Letter to Jack Benny
- 1988: The Munsters Today
- 2001: Pop up, Brady

als Produzent
- 1964–1965: The Jack Benny Program (TV-Serie)

in anderen Funktionen
- 1947: Die Wildwest-Witwe (The Wistful Widow of Wagon Gap) – Dialogregie